# Gnomonia borealis
Gnomonia borealis är en svampart som beskrevs av J. Schröt. 1897. Gnomonia borealis ingår i släktet Gnomonia och familjen Gnomoniaceae.   Inga underarter finns listade i Catalogue of Life.
I den svenska databasen Dyntaxa används istället namnet Apiognomonia borealis för samma taxon.  Arten är reproducerande i Sverige.